# Malizia
Malizia (en España, Malicia) es una película de comedia italiana dirigida por Salvatore Samperi. Se estrenó en la 23.ª edición del Festival Internacional de Cine de Berlín. Laura Antonelli ganó el premio Nastro d'argento a la mejor actriz, y Turi Ferro el correspondiente al mejor actor de reparto.

## Argumento
La película, que trata del deseo que tienen un viudo y sus tres hijos por la nueva ama de llaves, desafió los tabúes mediante la presentación de un adolescente acosando a una adulta.

## Reparto

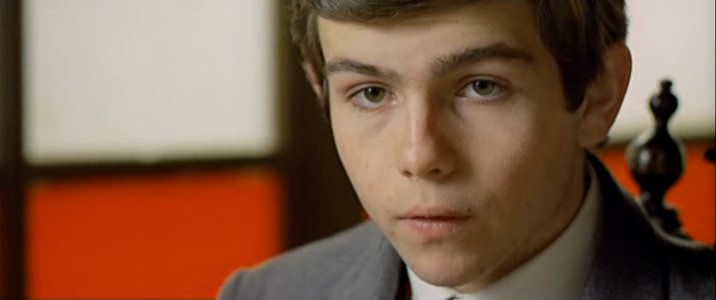
Nino (Alessandro Momo) en un fotograma de la película.

- Laura Antonelli: Angela.
- Turi Ferro: Ignazio.
- Alessandro Momo: Nino.
- Tina Aumont: Luciana.
- Lilla Brignone: la abuela.
- Pino Caruso: Don Cirillo.
- Angela Luce: la viuda Corallo.
- Stefano Amato: Porcello.
- Gianluigi Chirizzi: Nuccio.
- Grazia Di Marzà: Adelina.